# سده هفتم میلادی
سدهٔ ۷ میلادی یا قرن هفتم میلادی، در تقویم گریگوری به فاصلهٔ سال‌های ۶۰۱ تا ۷۰۰ میلادی گفته می‌شود.
| سده‌ها: | سده ۶ - سده V - سده ۸                   |
| دهه‌ها: | ۶۰۰ ۶۱۰ ۶۲۰ ۶۳۰ ۶۴۰ ۶۵۰ ۶۶۰ ۶۷۰ ۶۸۰ ۶۹۰ |

## رویدادها
- آغاز اسلام در عربستان.
- پایان جنگ‌های ایران و روم.
- آغاز کشورگشایی‌های مسلمانان.
- چیرگی عرب‌های مسلمان بر ایران به فرماندهی خالد پسر ولید.
- جنگ‌های عرب-بیزانس و چیرگی عرب‌ها بر بخش بزرگی از سرزمین‌های روم.
- خاکسپاری به شیوه کشتی سادون هو در خاور انگلستان کنونی.
- ژوآن تسانگ برای ترجمه متن‌های بودایی از چین رهسپار هندوستان شد.
- پایان فرمانروایی‌های پراکنده در سند.
- آغاز سده؛ درونشد کروات‌ها و صرب‌ها به جایگاه کنونیشان.
- تئوتیواکان در مکزیک کنونی تاراج و سوزانده‌شد.
- کیش شوگندو از میان آیین‌های بودایی‌گری، تائوئیسم، شینتو و دیگر باورها ی چیره در ژاپن پدیدآمد.
- بلغارها به بالکان رسیدند و امپراتوری نیرومند بلغار را برپاکردند.
- بازرگانان عرب به ناحیهٔ دریاچه چاد رخنه کردند.
- نخستین گواهی تاریخی از شعر انگلیسی.
- ویرانی کتابخانه اسکندریه به دست اعراب مسلمان (البته برخی مورخان ازجمله ویل دورانت، این قضیه را افسانه‌ای بیش نمی‌دانند[۱]).
- ۶۱۸ (میلادی)؛ بنیادگذاری دودمان تانگ به دست لی یوآن.
- پادشاهی چنلا بر فونان چیره گشت.
- گوآنگژو یک بندر بازرگانی فرامیهنی گشت.

## چهره‌های برجسته
- محمد
- ابوبکر
- عمر
- عثمان
- علی پسر ابوطالب
- حسین پسر علی
- خسروپرویز شاهنشاه ساسانی
- تایتسونگ امپراتور چین از دودمان تانگ.
- خالد پسر ولید
- آسپاروه خان، خان بلغارها.
- عنتره پسر شداد شاعر عرب.
- آگوستین ایریوجینا دانشمند ایرلندی.
- براهماگوپتا ریاضی‌دان هندی.
- سن فیلاد مک‌ایلایا پژوهشگر ایرلندی.
- پاپ گرگوری بزرگ.
- کوتبرت قدیس
- هراکلیوس امپراتور روم.
- یئون گائه‌سومون سپهسالار گوگوریه‌ئو
- پولاکسی دوم.
- یانگ مانچون سپهسالار گوگوریو
- اسحاق نینوایی خداشناس نسطوری.
- اسف قدیس
- ته جویونگ بنیادگذار دولت بالهائه در منچوری
- معن بن اوس

## یافته‌ها و نوآوری‌ها
- ایرانیان کاربرد رکاب را از چینیان آموختند.
- نخستین سند از شطرنج
- سعد پسر ابووقاص نخستین قرآن را به چین برد و نخستین مسجد را در گوانگژو ساخت.

## دهه‌ها و سال‌ها
‎